# استعادة استقلال إستونيا

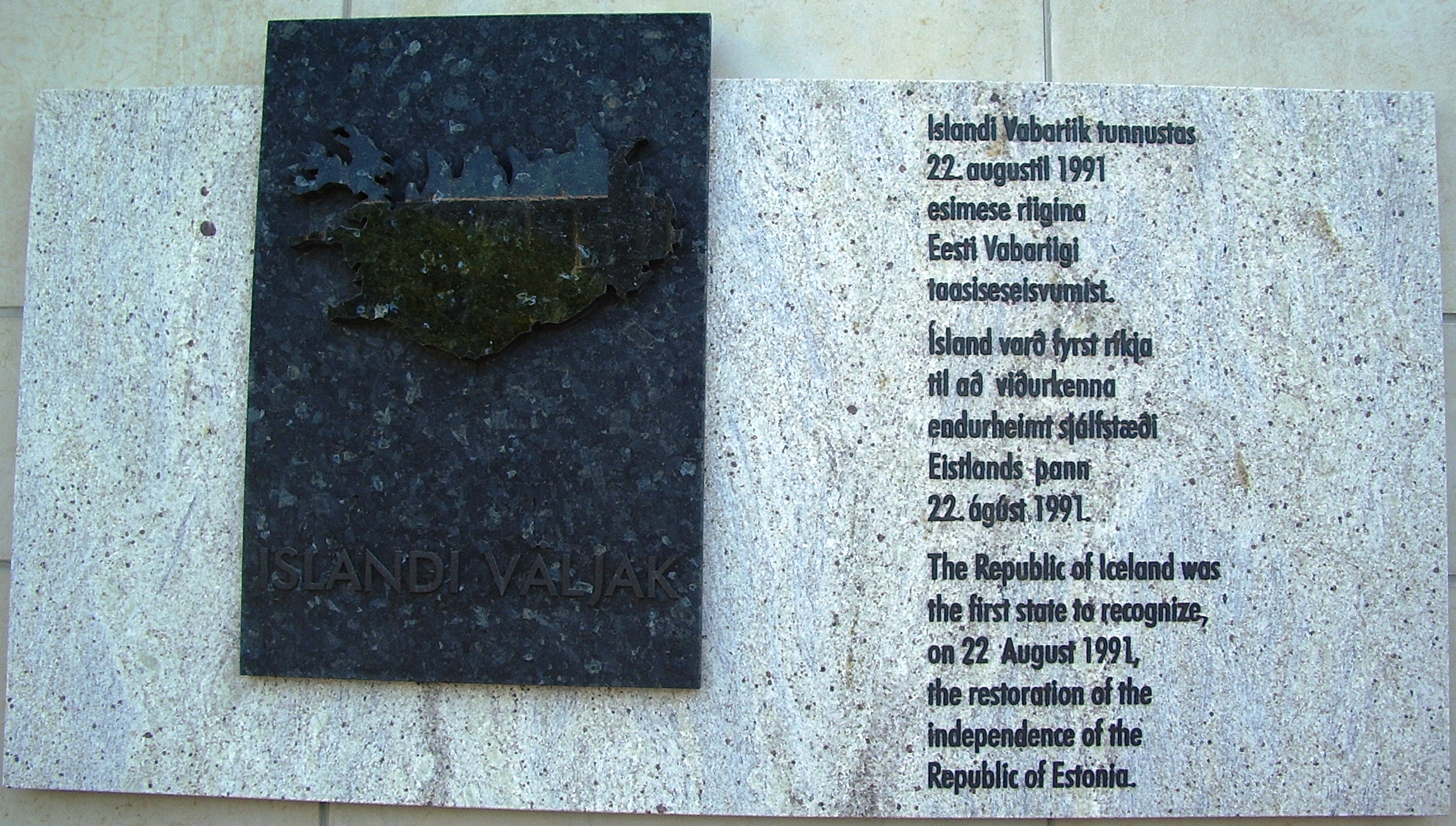
كانت آيسلندا أول دولة تعترف، في 22 آب 1991، باستعادة استقلال إستونيا.

استعادة استقلال إستونيا (يوصف قانونيا باستعادة جمهورية إستونيا) هو إعلان لاستقلال إستونيا، إحدى دول البلطيق، في 20 أغسطس 1991. في هذا اليوم على الساعة 23:02 بالتوقيت المحلي، أعلن مجلس السوفيت الأعلى الإستوني، باتفاق مع اللجنة الإستونية (الجهاز التنفيذي لكونغرس إستونيا)، استقلال إستونيا عن الاتحاد السوفيتي. أصبح 20 أغسطس عيدا وطنيا في إستونيا.

## 1990
في 30 مارس 1990، اعتمد مجلس السوفيت الأعلى لجمهورية إستونيا الاشتراكية السوفيتية قرارًا بشأن وضع دولة إستونيا. أكد المجلس أن احتلال الاتحاد السوفيتي لجمهورية إستونيا في 17 يونيو 1940 لم ينهي بحكم القانون وجودها، معلناً أن سلطة الدولة في جمهورية إستونيا الاشتراكية السوفيتية غير قانونية منذ لحظة إنشائها وأعلن بداية استعادة جمهورية إستونيا. تقرر الدخول في فترة انتقالية حتى تشكيل الهيئات الدستورية للدولة في جمهورية إستونيا. في 8 مايو من نفس العام، اعتمد مجلس السوفيت الأعلى في إستونيا قانونا يبطل اسم «جمهورية إستونيا الاشتراكية السوفيتية». أيضًا ، وفقًا لهذا القانون، تم إنهاء استخدام شعار وعلم والنشيد الوطني لجمهورية إستونيا الاشتراكية السوفيتية كرموز للدولة وتمت استعادة دستور عام 1938 لجمهورية إستونيا المستقلة. بعد أسبوع، تم اعتماد قانون مبادئ النظام الإداري المؤقت لإستونيا، والذي بموجبه تم إنهاء تبعية السلطات العامة والإدارة العامة وهيئات المحاكم ومكتب المدعي العام للجمهورية إلى السلطات المختصة في الاتحاد السوفيتي وتقرر الانفصال عن نظام اتحاد الجمهوريات الاشتراكية السوفيتية. أُعلن أن العلاقات بين الجمهورية والاتحاد السوفيتي أصبحت مبنية من الٱن على بنود معاهدة تارتو للسلام، الموقعة بين جمهورية إستونيا وجمهورية روسيا الاتحادية الاشتراكية السوفيتية في 2 فبراير 1920.

## استفتاء الاستقلال 3 مارس 1991
في 3 مارس 1991، تم إجراء استفتاء على استقلال جمهورية إستونيا، شارك فيه أولئك الذين عاشوا في إستونيا قبل الضم السوفيتي وأحفادهم، وكذلك الأشخاص الذين حصلوا على ما يسمى «البطاقات الخضراء» من كونغرس إستونيا. دعم 77,8% منهم استعادة الاستقلال.
اعترفت الدانمارك باستقلال إستونيا في 11 مارس.

## محاولة انقلاب 1991 في الاتحاد السوفيتي
وقعت محاولة انقلاب 1991 في الاتحاد السوفيتي ما بين 19–21 أغسطس، وكان محاولة من أعضاء في الحكومة السوفيتية لإزالة البلاد من قبضة الرئيس والأمين العام ميخائيل غورباتشوف.

## 19 أغسطس 1991
بينما كانت محاولة الانقلاب تجري في موسكو وأصبح الاهتمام بالوضع العسكري والسياسي للاتحاد السوفيتي كبيرا، انتهزت جمهوريات الاتحاد السوفيتي المختلفة الفرصة لإعلان استقلالها. في مساء 19 أغسطس، بدأ مندوبو مجلس السوفيت الأعلى الإستوني واللجنة الإستونية مفاوضات لتأكيد استقلال إستونيا. كان النقاش الرئيسي حول مسألة هل ينبغي لإستونيا إعلان الاستقلال كجمهورية جديدة أو المشي في طريق الاستمرارية القانونية لجمهورية إستونيا التي تأسست عام 1918 واحتُلت عام 1940.

## 20 أغسطس 1991
بحلول 23:02 من مساء 20 أغسطس 1991، وخلال بث مباشر عبر التلفزيون الإستوني، صوت مجلس السوفيت الأعلى الإستوني على تأكيد استعادة الاستقلال. من بين 105 مندوباً من مجلس السوفيت الأعلى الإستوني كان 70 منهم حاضرين وصوت 69 منهم لصالح الاستعادة. لم يسجل مندوبان أنفسهما، كلافديا سيرجيج وكايدو كاما، للتصويت وانسحبوا قبل بدايته.

## 21 أغسطس 1991
في صباح يوم 21 أغسطس 1991، كان المظليون السوفييت يتولون مسؤولية برج التلفزيون في تالين، بينما تم قطع البث التلفزيوني لفترة من الوقت، وكانت إشارة الراديو قوية ومحمية من طرف مجموعة من رابطة الدفاع الإستونية (القوات المسلحة شبه العسكرية الموحدة لإستونيا) التي قام أعضاءها بعمل تحصينات في ممرات الدخول إلى غرف الإشارة. بحلول عصر اليوم نفسه، كان من الواضح أن الانقلاب في موسكو قد فشل وخرج المظليون من البرج وغادروا إستونيا.